# Jarl-André Storbæk
Jarl-André Storbæk (ur. 21 września 1978 w Trysil) – piłkarz norweski grający na pozycji bocznego obrońcy. Od 2015 roku jest piłkarzem klubu Nybergsund IL. Jest kuzynem Håvarda Storbæka, także piłkarza, zawodnika klubu Odds BK.

## Kariera klubowa
Karierę piłkarską Storbæk rozpoczął w amatorskim klubie Østre Trysil. W 1999 roku przeszedł do Nybergsund IL. W barwach Nybergsund grał w trzeciej lidze. W 2000 roku odszedł do drugoligowca, Raufoss IL, w którym grał do końca 2003 roku. W 2004 roku zawodnik przeszedł do pierwszoligowego Hamarkameratene. Zadebiutował w nim 12 kwietnia 2004 w zremisowanym 1:1 wyjazdowym meczu z Songdal Fotball. W Ham-Kam grał w latach 2004–2005.
W listopadzie 2005 roku Storbæk przeszedł z Hamarkameratene do Vålerenga Fotball. W nowym zespole po raz pierwszy wystąpił 9 kwietnia 2006 w meczu z Odds BK (0:0). W Vålerendze grał przez 4 lata. W 2008 roku zdobył z Vålerengą Puchar Norwegii.
Na początku 2010 roku Storbæk został piłkarzem greckiego drugoligowca, Panetolikosu. Latem tamtego roku przeszedł do duńskiego SønderjyskE Fodbold. W duńskiej lidze swój debiut zanotował 18 lipca 2010 w meczu z FC København (1:3).
W 2012 roku Storbæk przeszedł do Strømsgodset IF. Zadebiutował w nim 2 września 2012 w zremisowanym 1:1 wyjazdowym meczu z Sogndal Fotball. W spotkaniu tym pełnił funkcję kapitana z powodu absencji Alexandra Aasa i Adama Larsena Kwaraseya. W 2013 roku wywalczył ze Strømsgodset mistrzostwo Norwegii. W 2015 przeszedł do Nybergsund IL.
| Sezon   | Klub                | Kraj     | Rozgrywki    | Mecze | Bramki |
| ------- | ------------------- | -------- | ------------ | ----- | ------ |
| 1999    | Nybergsund IL       | Norwegia | III. liga    | ?     | ?      |
| 2000    | Raufoss IL          | Norwegia | Adeccoligaen | 25    | 1      |
| 2001    | Raufoss IL          | Norwegia | Adeccoligaen | 30    | 2      |
| 2002    | Raufoss IL          | Norwegia | Adeccoligaen | 29    | 2      |
| 2003    | Raufoss IL          | Norwegia | Adeccoligaen | 27    | 5      |
| 2004    | Ham-Kam             | Norwegia | Tippeligaen  | 25    | 4      |
| 2005    | Ham-Kam             | Norwegia | Tippeligaen  | 26    | 0      |
| 2006    | Vålerenga Fotball   | Norwegia | Tippeligaen  | 26    | 3      |
| 2007    | Vålerenga Fotball   | Norwegia | Tippeligaen  | 26    | 3      |
| 2008    | Vålerenga Fotball   | Norwegia | Tippeligaen  | 18    | 1      |
| 2009    | Vålerenga Fotball   | Norwegia | Tippeligaen  | 29    | 2      |
| 2009/10 | Panetolikos         | Grecja   | Beta Ethniki | 13    | 0      |
| 2010/11 | SønderjyskE Fodbold | Dania    | Superligaen  | 31    | 0      |
| 2011/12 | SønderjyskE Fodbold | Dania    | Superligaen  | 31    | 3      |
| 2012/13 | SønderjyskE Fodbold | Dania    | Superligaen  | 6     | 1      |
| 2012    | Strømsgodset IF     | Norwegia | Tippeligaen  | 10    | 2      |
| 2013    | Strømsgodset IF     | Norwegia | Tippeligaen  | 26    | 4      |
| 2014    | Strømsgodset IF     | Norwegia | Tippeligaen  | 23    | 0      |
| 2015    | Nybergsund IL       | Norwegia | 2. divisjon  | 25    | 4      |
| 2016    | Nybergsund IL       | Norwegia | 2. divisjon  |       |        |

## Kariera reprezentacyjna
W reprezentacji Norwegii Storbæk zadebiutował 22 stycznia 2005 roku w zremisowanym 1:1 towarzyskim spotkaniu z Kuwejtem. W swojej karierze grał m.in. w eliminacjach do Euro 2008. W kadrze narodowej od 2005 do 2008 rozegrał 17 meczów.
| Mecze i gole w reprezentacji | Mecze i gole w reprezentacji | Mecze i gole w reprezentacji     | Mecze i gole w reprezentacji | Mecze i gole w reprezentacji | Mecze i gole w reprezentacji | Mecze i gole w reprezentacji |
| #                            | Data                         | Stadion                          | Rywal                        | Wynik                        | Gol                          | Rozgrywki                    |
| 2005                         | 2005                         | 2005                             | 2005                         | 2005                         | 2005                         | 2005                         |
| ---------------------------- | ---------------------------- | -------------------------------- | ---------------------------- | ---------------------------- | ---------------------------- | ---------------------------- |
| 1.                           | 22.01.2005                   | Kuwejt, Kuwejt                   | Kuwejt                       | 1:1                          | 0                            | towarzyski                   |
| 2.                           | 28.01.2005                   | Amman, Jordania                  | Jordania                     | 0:0                          | 0                            | towarzyski                   |
| 3.                           | 20.04.2005                   | Tallinn, Estonia                 | Estonia                      | 2:1                          | 0                            | towarzyski                   |
| 2006                         |                              |                                  |                              |                              |                              |                              |
| 4.                           | 25.01.2006                   | San Francisco, Stany Zjednoczone | Meksyk                       | 1:2                          | 0                            | towarzyski                   |
| 2007                         |                              |                                  |                              |                              |                              |                              |
| 5.                           | 24.03.2007                   | Oslo, Norwegia                   | Bośnia i Hercegowina         | 1:2                          | 0                            | el. ME 2008                  |
| 6.                           | 28.03.2007                   | Frankfurt nad Menem, Niemcy      | Turcja                       | 2:2                          | 0                            | el. ME 2008                  |
| 7.                           | 02.06.2007                   | Oslo, Norwegia                   | Malta                        | 4:0                          | 0                            | el. ME 2008                  |
| 8.                           | 06.06.2007                   | Oslo, Norwegia                   | Węgry                        | 4:0                          | 0                            | el. ME 2008                  |
| 9.                           | 22.08.2007                   | Oslo, Norwegia                   | Argentyna                    | 2:1                          | 0                            | towarzyski                   |
| 10.                          | 08.09.2007                   | Kiszyniów, Mołdawia              | Mołdawia                     | 1:0                          | 0                            | el. ME 2008                  |
| 11.                          | 12.09.2007                   | Oslo, Norwegia                   | Grecja                       | 2:2                          | 0                            | el. ME 2008                  |
| 12.                          | 17.10.2007                   | Sarajewo, Bośnia i Hercegowina   | Bośnia i Hercegowina         | 2:0                          | 0                            | el. ME 2008                  |
| 13.                          | 17.11.2007                   | Oslo, Norwegia                   | Turcja                       | 1:2                          | 0                            | el. ME 2008                  |
| 14.                          | 21.11.2007                   | Valletta, Malta                  | Malta                        | 4:1                          | 0                            | el. ME 2008                  |
| 2008                         |                              |                                  |                              |                              |                              |                              |
| 15.                          | 06.02.2008                   | Wrexham, Walia                   | Walia                        | 0:3                          | 0                            | towarzyski                   |
| 16.                          | 26.03.2008                   | Podgorica, Czarnogóra            | Czarnogóra                   | 1:3                          | 0                            | towarzyski                   |
| 17.                          | 06.02.2008                   | Oslo, Norwegia                   | Urugwaj                      | 2:2                          | 0                            | towarzyski                   |